# Arsenal (pel·lícula de 2017)
Arsenal és una pel·lícula de thriller d'acció directa a vídeo nord-americana del 2017 dirigida per Steven C. Miller i escrita per Jason Mosberg. La pel·lícula és protagonitzada per Adrian Grenier, John Cusack, Nicolas Cage (repetint el seu paper de Deadfall de 1993) i Johnathon Schaech. Es va estrenar el 6 de gener de 2017 per Lionsgate Premiere. Ha estat doblada i subtitulada al català.

## Sinopsi
El germà d'un home de negocis important ha estat segrestat. Pocs detalls es coneixen de la seva desaparició, encara que se sospita del mafiós de Philadelphia. Tot i això, aviat comencen a desencadenar-se els rumors que ha estat el mateix jove el que ha orquestrat tot el rapte. Aleshores serà quan l'empresari hagi de prendre cartes a l'assumpte.

## Repartiment
- Adrian Grenier com a James "JP" Lindel
- Johnathon Schaech com a Michael "Mikey" Lindel
- Nicolas Cage com a Eddie King
- Lydia Hull as Lizzie com la dona de "JP"
- Christopher Coppola com a Buddy King
- John Cusack com a Sal